# Агнес фон Бентхайм и Щайнфурт
Агнес фон Бентхайм-Щайнфурт (на немски: Agnes von Bentheim-Schweinfurt; * ок. 1531, † 15 септември 1589 в Нинбург) е графиня от Бентхайм-Щайнфурт и чрез женитби управляваща графиня на Ритберг (1562 – 1566) и графиня на Хоя-Бруххаузен-Нинбург.

## Произход
Тя е дъщеря на граф Арнолд II фон Бентхайм-Щайнфурт (1497 – 1553) и втората му съпруга Валбурга фон Бредероде-Нойенар (1512 – 1567), дъщеря на Валравен II ван Бредероде (1462 – 1531) и втората му съпруга Анна фон Нойенар (* 1535). Сестра е на Ебервин III фон Бентхайм-Щайнфурт (1536 – 1562) и Арнолд (1538 – 1566).
Агнес фон Бентхайм-Щайнфурт умира на 15 септември 1589 г. в Нинбург и е погребана до втория си съпруг в църквата Св. Мартин, Нинбург.

## Фамилия
Първи брак: пр. 5 ноември 1552 г. с граф Йохан II фон Ритберг (ок. 1530 – 1562). Те имат две дъщери:
- Армгард († 13 юли 1584), омъжена I. 1568 г. за граф Ерих V фон Хоя (1535 – 1575); II. 1578 г. за граф Симон VI фон Липе (1554 – 1613)
- Валбурга († 26 май 1586), омъжена 1581 г. за граф Ено III от Източна Фризия (1563 – 1625)

Втори брак: на 8 януари 1568 г. в Есенс с граф Ото VII фон Хоя-Бруххаузен-Нинбург (1530 – 1582). Неговият брат Ерих V фон Хоя е женен от 1568 г. за нейната дъщеря Армгард фон Ритберг. Бракът е бездетен.